# Saint-Sulpice-de-Roumagnac
Saint-Sulpice-de-Roumagnac is een gemeente in het Franse departement Dordogne (regio Nouvelle-Aquitaine) en telt 226 inwoners (1999). De plaats maakt deel uit van het arrondissement Périgueux.

## Geografie
De oppervlakte van Saint-Sulpice-de-Roumagnac bedraagt 10,5 km², de bevolkingsdichtheid is 21,5 inwoners per km².
De onderstaande kaart toont de ligging van Saint-Sulpice-de-Roumagnac met de belangrijkste infrastructuur en aangrenzende gemeenten.

## Demografie
Onderstaande figuur toont het verloop van het inwonertal (bron: INSEE-tellingen).